# ديريك براون (ساقي حانة)
ديريك براون (بالإنجليزية: Derek Brown)‏ هو ساقي حانة أمريكي، ولد في 21 سبتمبر 1974 في واشنطن العاصمة في الولايات المتحدة.